# LVR-Institut für Landeskunde und Regionalgeschichte
Das LVR-Institut für Landeskunde und Regionalgeschichte (früher Amt für rheinische Landeskunde) ist das Kompetenz-Zentrum des Landschaftsverbands Rheinland zu historischen und aktuellen wissenschaftlichen Fragestellungen in den Themenbereichen Geschichte, Sprache, Volkskunde und Alltagskultur im Rheinland. Eine kontinuierliche Grundlagenforschung und fortlaufende wissenschaftliche Dokumentationen bilden das Fundament der Arbeit. Die Öffentlichkeit wird regelmäßig mit Büchern, Filmen, Atlanten, Vorträgen, Tagungen, Diskussionsrunden und Ausstellungen über die Ergebnissen der Forschungen informiert. Es hat seinen Sitz in der Endenicher Straße 133 in Bonn. Leiter ist seit 2023 der promovierte Historiker Helmut Rönz, der auf die promovierte Volkskundlerin Dagmar Hänel (2019–2023), den Historiker und Museologen Eckhard Bolenz (2008–2019) und den Sprachwissenschaftler und Landeskundler Fritz Langensiepen (1985–2007, damals noch Amt für Rheinische Landeskunde) nachfolgte.

## Gliederung
Die Arbeitsgebiete sind in vier Kompetenzbereiche eingeteilt.

### Sprache
Die Dokumentation und Erforschung der ILR-Sprachabteilung befasst sich mit alten Ortsdialekten, Resten von Geheimsprachen, Regiolekte wie das Ruhrdeutsche oder das rheinische Deutsch. Ein umfangreiches Tonarchiv mit Sprachaufnahmen alltäglicher Sprechsituationen ist die Basis vielfältiger Forschungsprojekte wie Untersuchungen zu den Resten ehemaliger Rotwelschdialekte oder zu den rheinischen Dialektinseln.

### Geschichte
Die Abteilung Stadt- und Landesgeschichte erforscht und dokumentiert die Geschichte der Städte in der Region und präsentiert sie im Rheinischen Städteatlas. Sodann betreibt der Fachbereich landesgeschichtliche Forschungen. Das Rheinland zählt seit dem Mittelalter zu den bedeutendsten Städtelandschaften in Europa.

### Volkskunde
Im Fachbereich Volkskunde wird die Alltagskultur im Rheinland in Vergangenheit und Gegenwart erforscht. Dazu gehören die Themen Essen und Trinken, Arbeit und Freizeit, Kleidung und Wohnen, Kommunikation, Rituale, Ideale, Normen und Werte. Im Mittelpunkt dieser Arbeit steht der Mensch in seinen konkreten Alltagsbezügen als Experte für sein Leben und für sein Konzept von regionaler Kultur.

### Projekt Jüdisches Leben
Die 1841 in Rödingen errichtete Synagoge bildet zusammen mit dem Wohnhaus der jüdischen Familie Ullmann das einzige weitgehend im Originalzustand erhaltene Gebäudeensemble dieser Art im westlichen Rheinland. Dort befindet sich eine Dauerausstellung zu verschiedenen Facetten jüdischen Lebens im Rheinland in Vergangenheit und Gegenwart. Das LVR-Kulturhaus Landsynagoge Rödingen versteht sich als offenes Angebot für alle an dieser Thematik Interessierten.

## Förderungen von landeskundlichen Publikationen und Projekten
Über das Institut fördert der Landschaftsverband Rheinland Publikationen und Projekte im Bereich der rheinischen Landeskunde und Regionalgeschichte. Die hier verwaltete Förderlinie ist eines von vielen Programmen, mit denen die landschaftliche Kulturpflege im Rheinland gestärkt werden soll. Im Speziellen unterstützt das Institut die Erforschung des materiellen und immateriellen Kulturerbes sowie dessen Vermittlung. Im Fokus steht dabei das Engagement von ehrenamtlich wie professionell agierenden natürlichen und juristischen Personen, insbesondere Geschichts- und Heimatvereine, Institutionen, Initiativen sowie universitäre und außeruniversitäre Forschungseinrichtungen.